# Seringueira
Hevea brasiliensis L., conhecida pelos nomes comuns de seringueira e árvore-da-borracha, é uma árvore da família das Euphorbiaceae. E é muito comum de se encontrar na floresta amazônica. Apresenta folhas compostas, flores pequeninas e reunidas em amplas panículas. Sua madeira é branca e leve e, de seu látex, se fabrica a borracha. Seu fruto encontra-se em uma grande cápsula com sementes ricas em óleo, que pode servir de matéria-prima para resinas, vernizes e tintas. Por serem ricas em nutrientes, as sementes são usadas na produção de suplementos alimentares. Na atualidade, índios da região amazônica ainda alimentam-se com suas sementes.
O profissional que retira o látex da seringueira chama-se seringueiro.
A seringueira é uma árvore originária da bacia hidrográfica do Rio Amazonas, onde existia em abundância e com exclusividade, características que geraram o extrativismo e o chamado ciclo da borracha, período da história brasileira de muita riqueza e pujança para a região amazônica. A espécie foi introduzida no estado da Bahia, no Brasil, por volta de 1906.
O ciclo brasileiro da borracha entrou em declínio quando grandes hortos foram plantados por ingleses, para fins de exploração, no continente africano tropical, na Malásia e no Sri Lanka. Um segundo ciclo da borracha ocorreu brevemente durante a II Guerra Mundial.

## Etimologia
O nome "seringueira" vem de "seringa", produto feito a partir do látex da planta pelos portugueses. "Árvore-da-borracha" refere-se a aplicação do látex da planta para a fabricação de borracha.

## História
A partir de 1827, o Brasil iniciou a exportação de borracha natural, cujo uso como matéria-prima para a indústria se generalizou. Na década de 1840, a invenção do processo de vulcanização, por Charles Goodyear, possibilitou o início da produção de pneus - a princípio, para veículos de tração animal.
O crescimento da exploração da seringueira no Amazonas estimulou o crescimento demográfico da região, graças ao aumento da imigração. Em 1830, a população de Manaus era de 3 000 habitantes; em 1880, passou a 50 000 habitantes.
Uma das expressões da riqueza gerada pela borracha é o suntuoso Teatro Amazonas, em 1896. Mesmo as ruas do seu entorno foram calçadas com borracha, para que os espetáculos não sofressem a interferência do tráfego de carruagens.
Em 1906, já estavam sendo exportadas mais de 80 mil toneladas de látex para todo o mundo.
Mas, já a partir de 1875, o botânico inglês Henry Wickham, a serviço do Império Britânico, havia coletado sementes da seringueira no vale do Tapajós, enviando-as para Sir Joseph Dalton Hooker, diretor dos Reais Jardins Botânicos de Kew, nos arredores de Londres. Posteriormente, o material foi levado para as colônias britânicas, na Ásia, iniciando-se o processo de multiplicação da Hevea brasiliensis no Sudeste Asiático, sobretudo na Malásia. Ali a produção acabou por superar a do Amazonas. Em consequência, inicia-se o esgotamento do ciclo da borracha, com um gradual esvaziamento econômico da região.
Nos primeiros meses de 1942, no teatro de operações da Guerra do Pacífico, o Império do Japão dominou militarmente o sul do Pacífico (ver: Esfera de Coprosperidade da Grande Ásia Oriental). A Malásia foi ocupada e o controle de seus seringais passou para mãos nipônicas, resultando em queda de 97% na produção de borracha asiática. Necessitando de suprimentos de borracha, os aliados da II Guerra Mundial voltaram-se para o fornecedor então disponível, o Brasil.  Como parte do esforço de guerra, o governo brasileiro recrutou trabalhadores, conhecidos como Soldados da Borracha e, este esforço resultou num breve segundo ciclo da borracha, estendendo-se de 1942 a 1945 (ver: Soldados da Borracha (documentário).

## Produção de borracha
Atualmente, o estado São Paulo é o maior produtor brasileiro de borracha natural, apontam as estatísticas. Recentemente, a demanda por borracha tem crescido muito devido à qualidade do material em comparação com os materiais de origem fóssil e às preocupações com o meio ambiente. Apesar de novos estados como Mato Grosso estarem também produzindo borracha, o Brasil só produz 35 por cento do que consome, ou seja, grande parte da borracha consumida é importada.

## Galeria

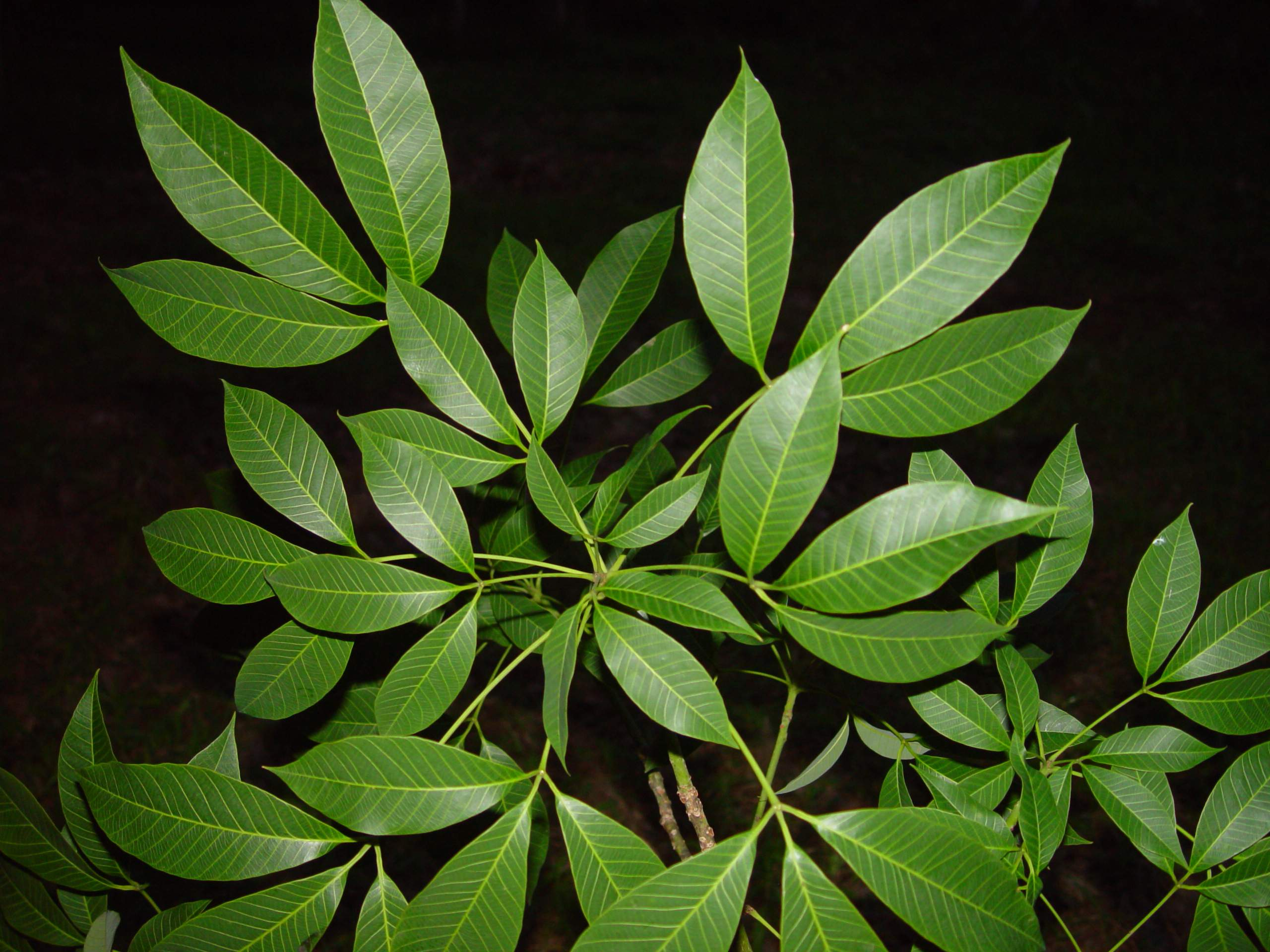
Folhas de uma seringueira.
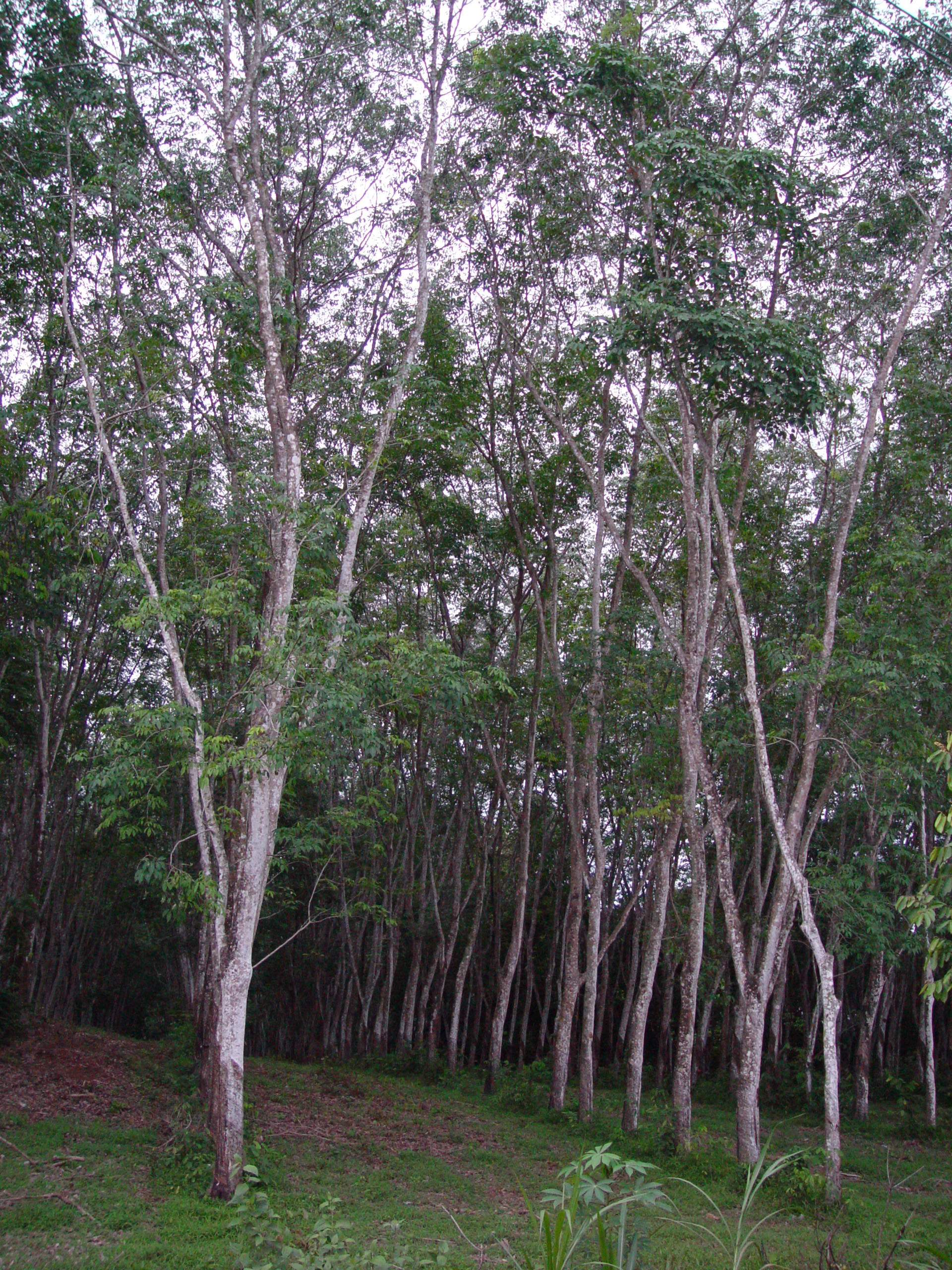
Um pequeno seringal.
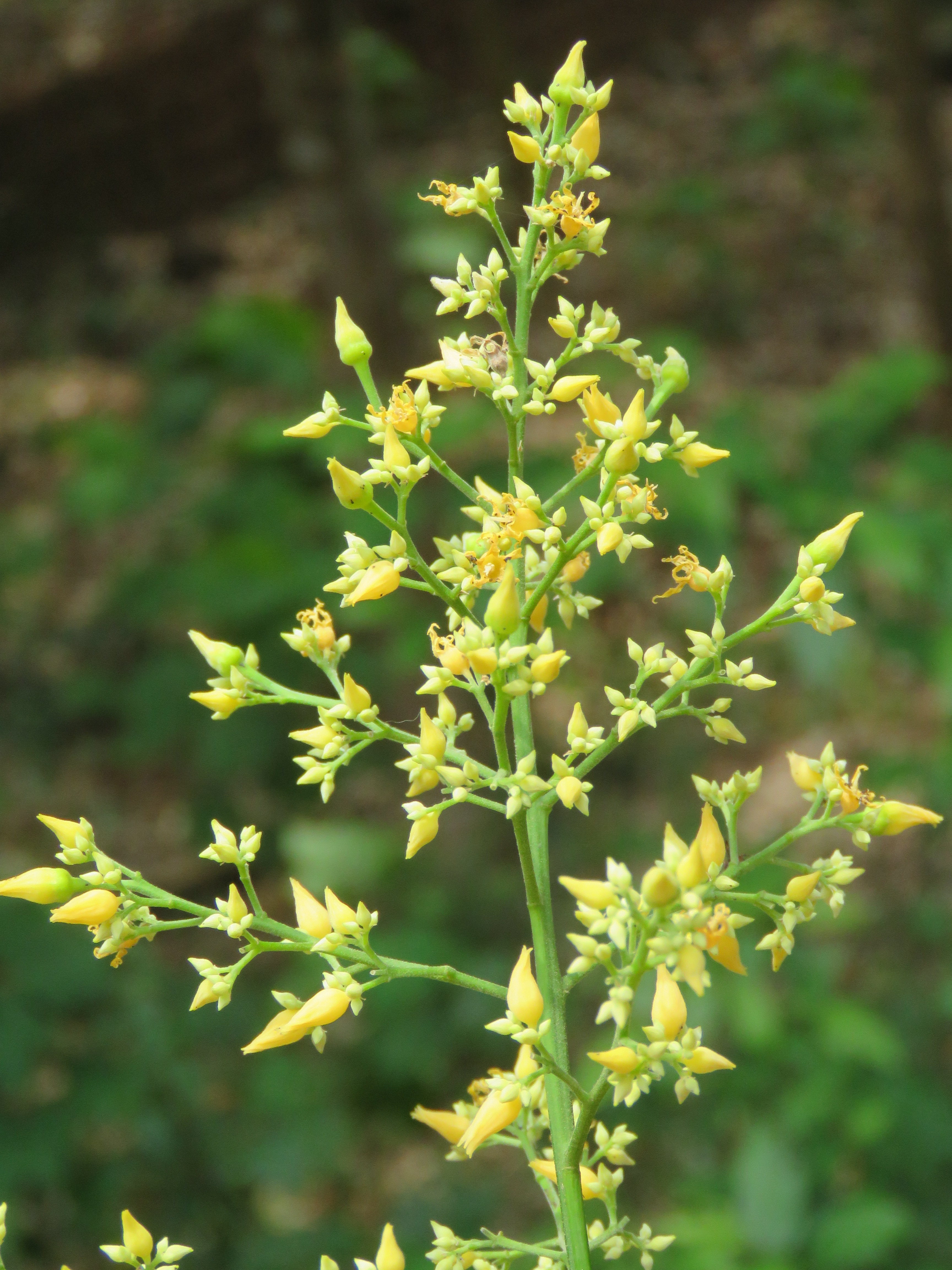
Flores da seringueira.
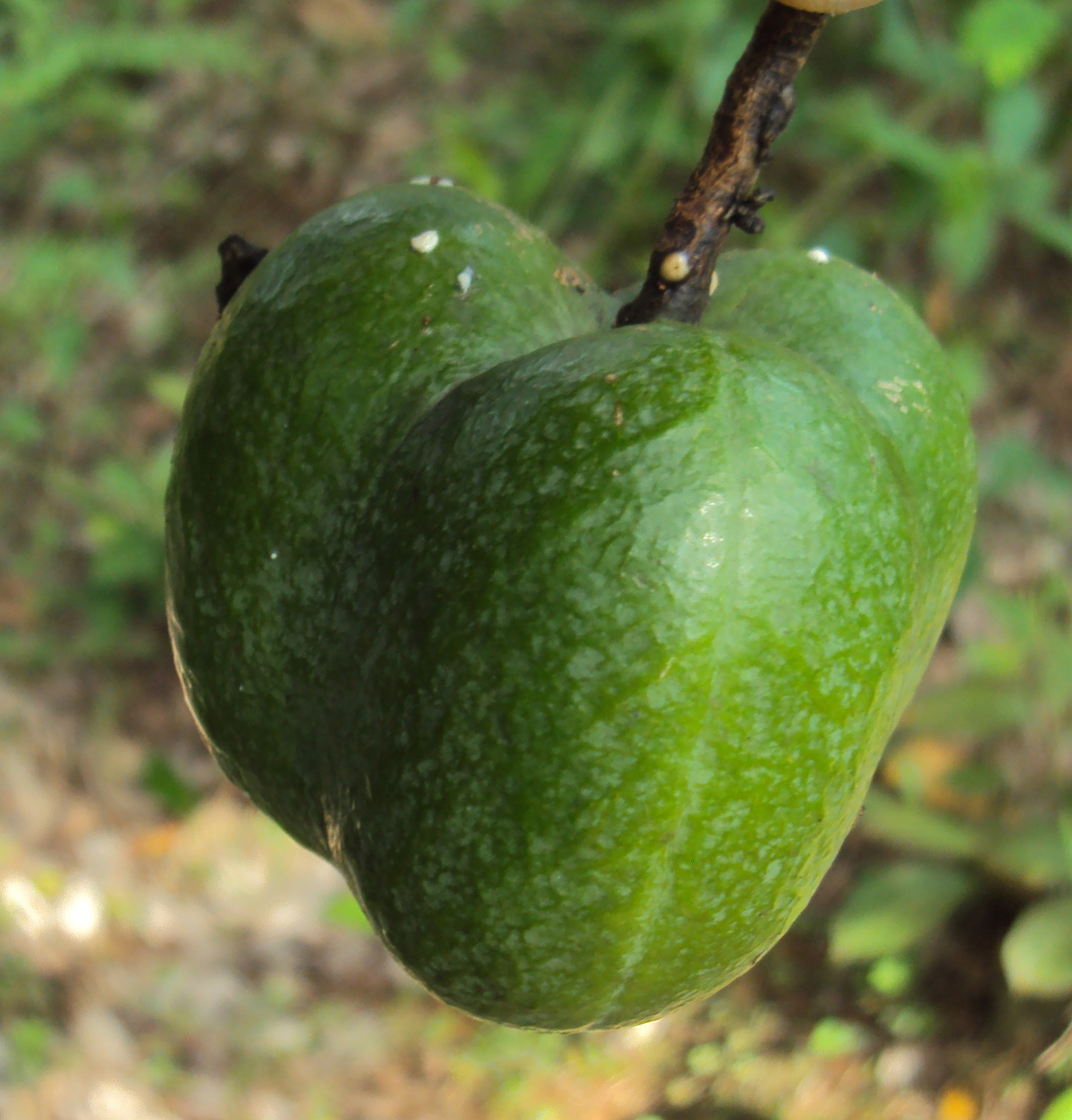
Fruto da seringueira.

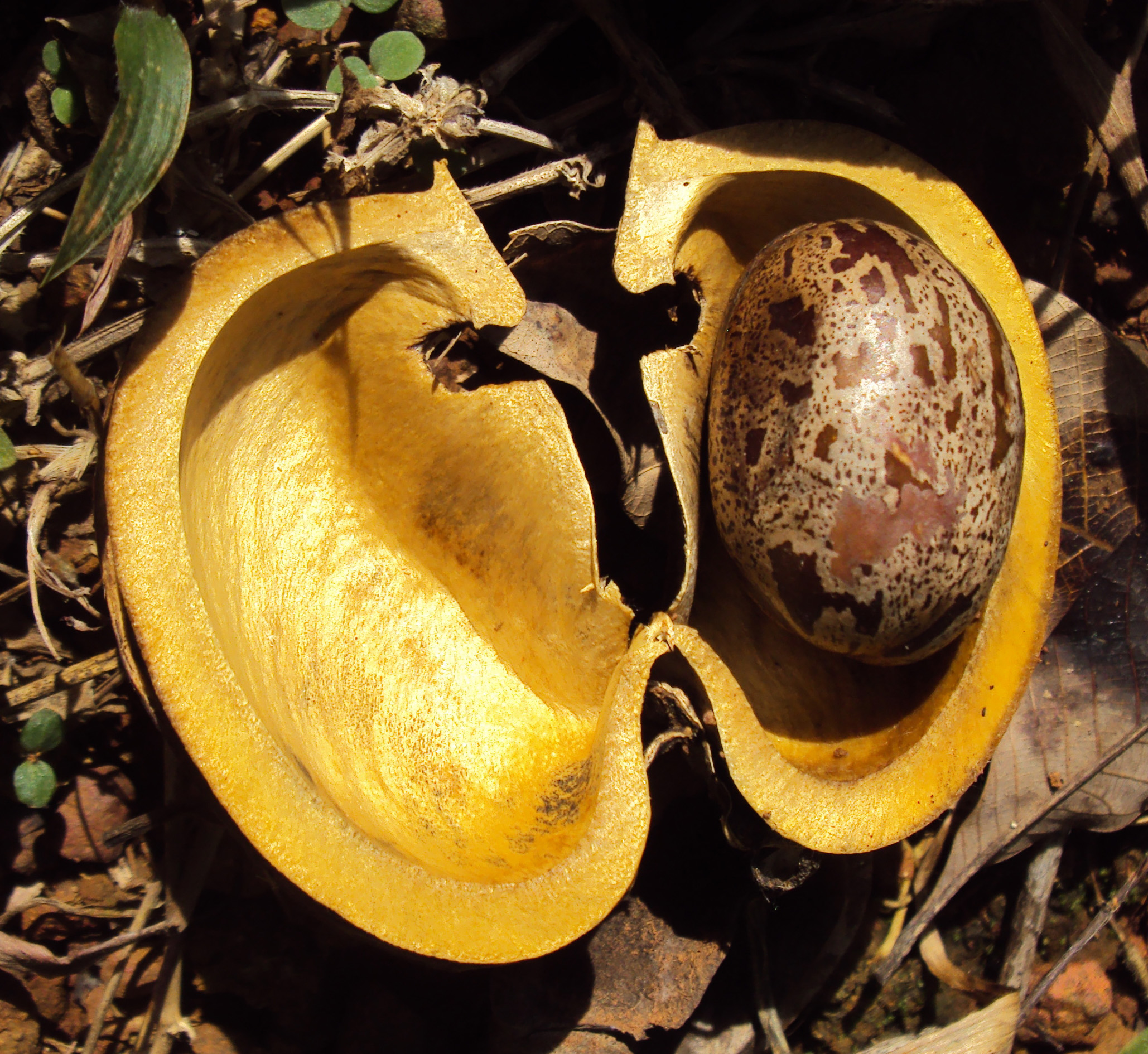
Fruto aberto expondo a semente.
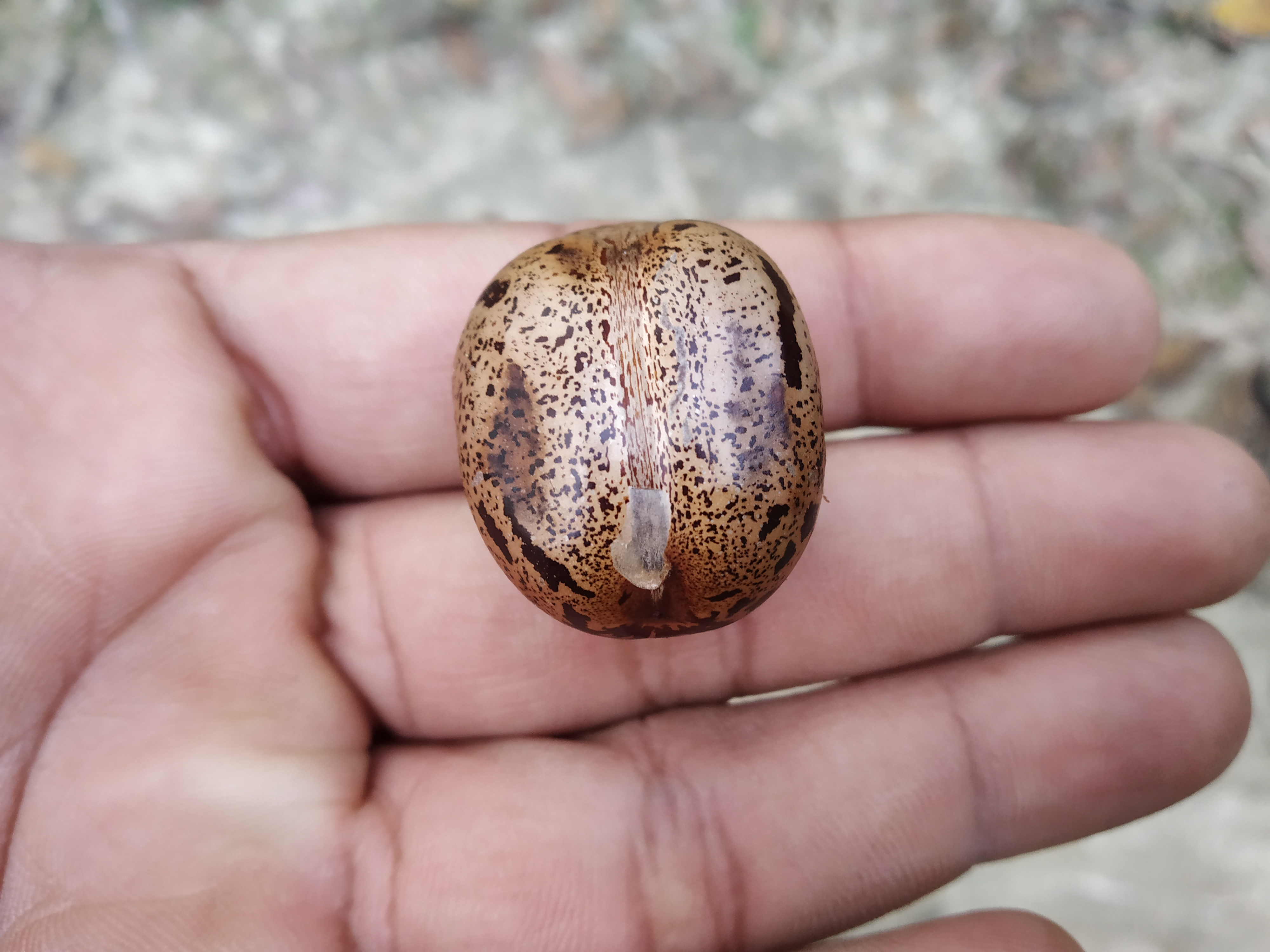
Semente, usada na produção de suplementos alimentares.
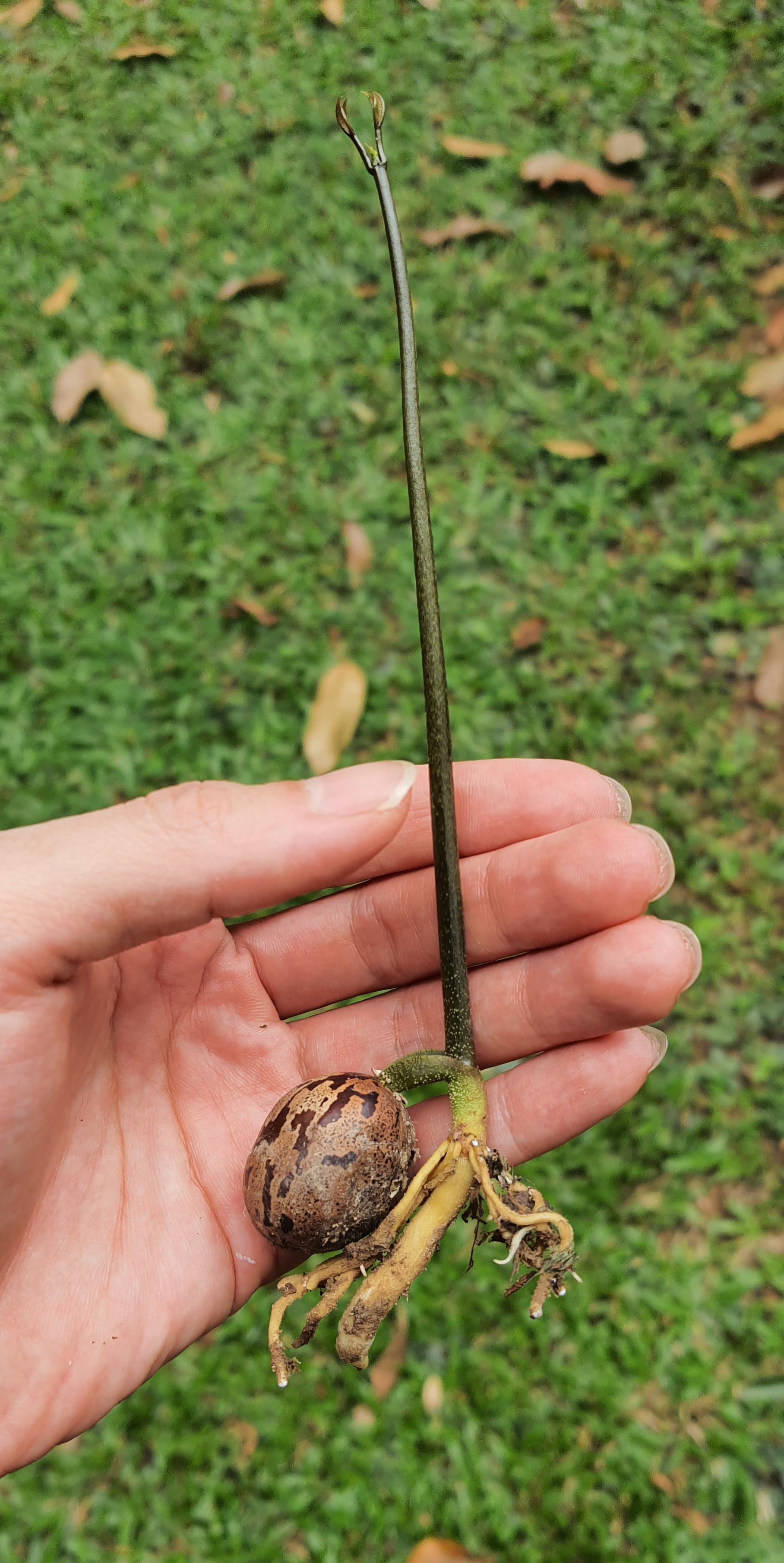
Semente germinada.
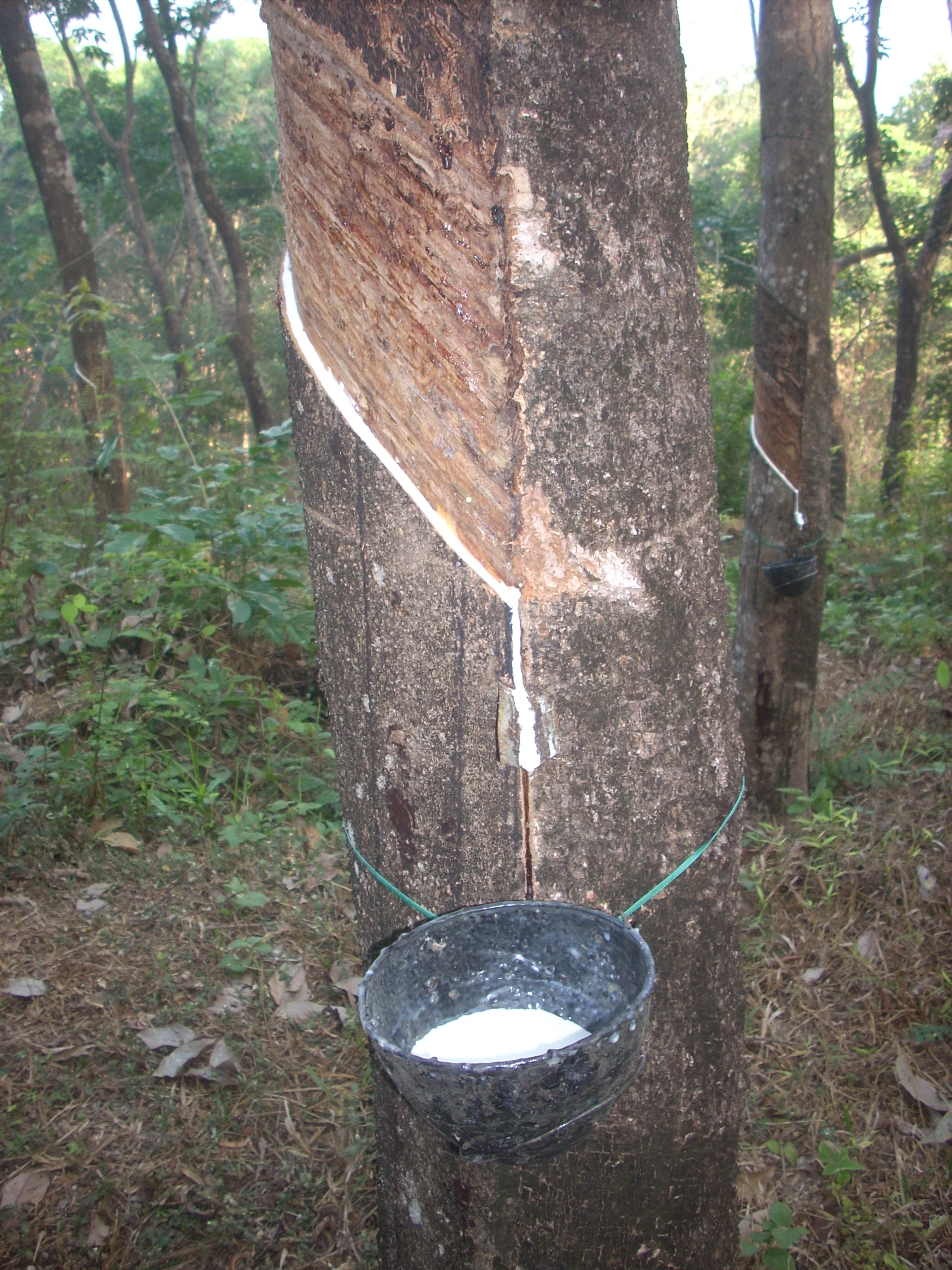
Extração de látex na Malásia.